# Loïc Perrin
Loïc Bruno Perrin, född 7 augusti 1985 i Saint-Étienne, är en fransk före detta fotbollsspelare som spelade under hela sin karriär för franska Saint-Étienne.